# ديليجان
ديليجان (بالإنجليزية: Dilijan)‏ هي municipality of Armenia تقع في أرمينيا في محافظة تاووش. يقدر عدد سكانها بـ 15,600 نسمة ومساحتها 13 كم2 وترتفع عن سطح البحر 1,500 متر. وتشتهر المدينة في الحمامات الطبية.

## المناخ
يظهر الجدول التالي التغييرات المناخية على مدار السنة لديليجان:
| البيانات المناخية لـديليجان             | البيانات المناخية لـديليجان | البيانات المناخية لـديليجان | البيانات المناخية لـديليجان | البيانات المناخية لـديليجان | البيانات المناخية لـديليجان | البيانات المناخية لـديليجان | البيانات المناخية لـديليجان | البيانات المناخية لـديليجان | البيانات المناخية لـديليجان | البيانات المناخية لـديليجان | البيانات المناخية لـديليجان | البيانات المناخية لـديليجان | البيانات المناخية لـديليجان |
| الشهر                                   | يناير                       | فبراير                      | مارس                        | أبريل                       | مايو                        | يونيو                       | يوليو                       | أغسطس                       | سبتمبر                      | أكتوبر                      | نوفمبر                      | ديسمبر                      | المعدل السنوي               |
| --------------------------------------- | --------------------------- | --------------------------- | --------------------------- | --------------------------- | --------------------------- | --------------------------- | --------------------------- | --------------------------- | --------------------------- | --------------------------- | --------------------------- | --------------------------- | --------------------------- |
| متوسط درجة الحرارة الكبرى °م (°ف)       | 4.2 (39.6)                  | 5.0 (41.0)                  | 8.2 (46.8)                  | 14.5 (58.1)                 | 18.9 (66.0)                 | 21.6 (70.9)                 | 24.4 (75.9)                 | 24.3 (75.7)                 | 20.8 (69.4)                 | 16.4 (61.5)                 | 10.7 (51.3)                 | 6.3 (43.3)                  | 14.6 (58.3)                 |
| متوسط درجة الحرارة الصغرى °م (°ف)       | −6.2 (20.8)                 | −5.5 (22.1)                 | −2.9 (26.8)                 | 2.3 (36.1)                  | 6.5 (43.7)                  | 9.3 (48.7)                  | 12.7 (54.9)                 | 12.3 (54.1)                 | 9.0 (48.2)                  | 3.9 (39.0)                  | 0.0 (32.0)                  | −3.9 (25.0)                 | 3.1 (37.6)                  |
| معدل هطول الأمطار مم (إنش)              | 22 (0.9)                    | 30 (1.2)                    | 45 (1.8)                    | 65 (2.6)                    | 106 (4.2)                   | 103 (4.1)                   | 66 (2.6)                    | 51 (2.0)                    | 46 (1.8)                    | 47 (1.9)                    | 36 (1.4)                    | 22 (0.9)                    | 639 (25.2)                  |
| متوسط الأيام الممطرة                    | 7                           | 8                           | 12                          | 14                          | 16                          | 14                          | 9                           | 7                           | 9                           | 10                          | 9                           | 6                           | 121                         |
| المصدر: المنظمة العالمية للأرصاد الجوية |                             |                             |                             |                             |                             |                             |                             |                             |                             |                             |                             |                             |                             |

## المدن التوأمة
مدن "نويل" ورومان هي مدن توأمة لـديليجان.